# Бејблејд
Бејблејд, односно Бакутен шут бејблејд (јап. 爆転シュート ベイブレード, Bakuten Shūto Beiburēdo) у Јапану, је манга коју је написао и илустровао Такао Аоки. Базирана на играчкама Бејблејд, прва је инкарнација у франшизи. Серијализовала се у часопису CoroCoro Comic од 1999. до 2004. године, са укупно 14 томова. Серијал је адаптиран у аниме од три сезоне, и 2016. године је добио наставак у виду манге.
У Србији су приказиване аниме серије Бејблејд, на каналима Канал Д и РТС 2, Бејблејд В-сила на каналима РТС 2 и Хепи ТВ синхронизоване на српски језик док Бејблејд Г-револуција није синхронизована. Синхронизацију је радио студио Квартет Амиго, узимајући за основу америчку прерађену и цензурисану верзију.

## Заплет

### Бејблејд
Тајсон Грејнџер (јап. Такао Киномија) је ентузијастични младић који воли Бејблејд. Започиње своју авантуру након што се спријатељи са Кенијем и привуче пажњу Кају Хиватарију, моћном Блејдеру, када победи вођу банде Блејд Ајкуле. Тајсон и Кај развијају ривалство, и Тајсон сазнаје да његов Бејблејд садржи Звер која се зове Змај. Желећи поново да изазове Каја, Тајсон се такмичи на јапанском квалификационом турниру и спријатељава се са Рејом и Максом, блејдерима који такође поседују Звери.
После победе на турниру, Тајсон формира тим са Кајем, Рејом и Максом по имену Блејдоломци. Кени поставља себе за менаџера. Блејдоломци путују у Кину како би се регистровали за шампионат и суочили се са Белим Тигровима, бившим Рејовим тимом. Његов стари тим је љут на њега јер их је напустио, а Ли, вођа тима, жели назад свог Белог Тигра од Реја. Пред крај азијског турнира, Реј и његови бивши саиграчи стижу до финала и Блејдоломци освајају турнир.
Након тога, Тајсон и његови пријатељи стижу у Сједињене Државе да се боре против Звезда, кога тренира Максова мајка. Тим чине Мајкл, Емили, Стив и Еди. Блејдоломци освајају турнир и Макс побеђује Мајкла. Дружина потом завршава у Европи где се бори против Величанствених и побеђује. 
Блејдоломци затим одлазе у Русију на завршни турнир. У Русији се сусрећу с Борисовим тимом, којем је Кај такође био члан у прошлости. Кај је заборавио на Бориса, али ускоро му се враћа сећање. Он проналази Црног Дранзера, и одлучује да се придружи тиму Рушилаца, са циљем да постане најбољи Бејблејдер. Кај потом сам побеђује Звезде и Беле Тигрове и узима им Звери док Борис све то преноси Кајевом деди Волтеру који жели да сакупи све Звери у влада светом. Тајсон сазнаје за његов план и покушава да убеди Каја да се врати Блејдоломцима, али Кај одбија бацивши свој стари Бејблејд, Дранзера, пред Тајсонове ноге. Тајсон чува Дранзера са собом и обећава да ће вратити Каја. Убрзо, пре финала, Кај изазива Блејдоломце. Међутим, појављују се само Тајсон и Реј јер је Макс још увек на аеродрому. Таман када изгледа да ће Кај узети Тајсонву и Рејову Звер, долази Макс и изазива Каја. Кај не успева да се избори, и на крају Тајсон користи Кајевог Дранзера да победи Црног Дранзера. Кај, шокиран снагом Дранзера, не примећује како лед испод њега пуца, и пада воду. Тајсон, Реј, Макс и Кени спашавају Каја. Схватајући снагу пријатељства, као и снагу Дранзера, Кај се враћа Блејдоломцима.
У финалном мечу, Тајсон се бори против Тале, победивши меч и први пут постајући светски шампион Бејблејда.

### Бејблејд В-сила
Блејдоломци су се разишли, али не задуго. Мистериозни тим Псиудар се појављује и покушава да им украде звери. Тајсон, Макс, Реј, Кај и Кени се опет удружују, додајући још једног члана у тим: Хилари Тачибану (јап. Хироми). 
Тим Псиудар, под вођством др Загарта, ствара сајбер Звери. Кан, Салима, Гоки и Џим, чланови тима, постају обузети злом енергијом из сајбер Звери и одлазе да се боре са Блејдоломцима. Тајсонова дружина успева да их победи, и чланови Псиудара се враћају у нормалу. Касније, Максова мајка проналази камен у коме су запечаћене Звери.
Чланови тима Светих Штитоноша, Озума, Дунга, Маријам и Џосеф желе да запечате све Звери јер сматрају да су превише опасне. Успевају да отму Рејеву Звер, али он касније успева да је поврати и порази Штитоноше. Са друге стране, др Загарт, жели да искористи Звери како би претворио свог сина-андроида Зеа у човека. Загартов прави син је погинуо у несрећи, након чега је овај направио реплику. 
Не знајући да је Зео Загартов син, Тајсон се спријатељава са њим. Зео испрва не зна да је андроид, али након што сазна, одлучује да помогне свом оцу. Загарт му даје звер Кербера, и Зео се пријављује на Бејблејд турнир. Тамо побеђује Каја и Макса, и краде им Звери. Тајсон успева да порази Зеа, победивши на турниру. 

### Бејблејд Г-револуција
Желећи да се боре једни против других на Светском првенству, чланови Блејдоломаца се враћају својим старим тимовима. Реј се враћа Белим Тигровима, Макс Звездама, и Кај Рушиоцима. Тајсон, Хилари и Кени се удружују, мада касније им се придружују Тајсонов брат Хиро и нови лик, Даичи. 
Борис, антагониста из прве сезоне, ствара нову Бејблејд компанију, и касније такмичење у коме могу учествовати само они који имају делове бејблејда које продаје његова компанија.
Тајсон и остали импровизују своје делове, и одлучују да опет формирају Блејдоломце, сада зване тим Г-револуција. Међутим, недостаје им један члан – Кај. Кај је у међувремену покушао да се придружи тиму БЕГА (тиму Борисове компаније), али доживљава тешки пораз против Бруклина, те се враћа Блејдоломцима. На турниру, Реј и Даичи губе, а Максова борба је нерешена. Кај се опет бори против Бруклина, али овај пут побеђује. Бруклин луди због пораза, и изазива Тајсона на меч. Бруклин потпуно губи разум и спаја се са својом Звери, Зевсом. Тајсон упија моћ свих Звери и напада Бруклина. Меч се завршава, и Бруклин се враћа у нормалу. 
Серија се завршава са мечом између Тајсона и Каја. У јапанској верзији, епизода има специјалан крај у коме се појављују сви ликови из серије.

### 
Кај се враћа у Јапан након студија. Тајсон долази да га поздрави и изазива га на пријатељски меч. Међутим, Кај се одрекао блејдинга како би радио за свог деду Волтера. Тајсон успева да га убеди да слуша своје срце, и на крају успевају да покажу Волтеру колико Кај воли блејдинг. 

## Франшиза

### Манга
Мангу Бејблејд написао је и илустровао Такао Аоки. Серијализовала се у Шогакукановој манга ревији CoroCoro Comic од септембрског издања 1999. до јулског 2004. године. Поглавља су сакупљена у 14 танкобона; први је изашао 28. јануара 2000., а последњи 28. јула 2004. године.
Наставак манге, под називом Beyblade Rising, такође је илустровао Аоки. Од 15. јула 2016. до 15. марта 2021. године серијализовала се у CoroCoro Aniki-ју, па је прешла на њихову онлајн платформу где је завршила серијализацију 25. јуна исте године. Поглавља су сакуљена у четири тома; први је изашао 29. децембра 2017., а последњи 11. августа 2021. године.

### Аниме
Манга је 2001. године произвела аниме адаптацију у продукцији студија Madhouse. Прва сезона, сачињена од 51 епизоде, оригинално се емитовала у Јапану од 8. јануара до 24. децембра 2001. године. Друга сезона, позната као Бејблејд В-сила, емитовала се од 7. јануара до 30. децембра 2002. године, са истим бројем епизода. Трећа сезона, позната као Бејблејд Г-револуција, емитовала се од 6. јануара до 29. децембра 2003. године са укупно 52 епизоде. Ове три сезоне су заједно познате као „оригинална сага,“ и прате је „метална“ и „бурст“ саге.
У Србији, синхронизоване су прве две сезоне, узимајући за основу америчку прерађену и цензурисану верзију. Сезоне су емитоване 2005-2006. године. Прва се приказивала на каналима РТС 2 и Канал Д, и епизоде су продаване на 12 ДВД-јева. Друга сезона емитовала се на РТС 2 и Хепи ТВ. Синхронизацију је радио студио Квартет Амиго.
Серијал је такође произвео анимирани филм, Beyblade: Fierce Battle, који је 17. августа 2002. премијерно приказан и Јапану. Прича филма се одвија између прве и друге сезоне, и није преведен на српски. 

#### Улоге
| Лик    | Српски глас       |
| ------ | ----------------- |
| Тајсон | Виолета Пековић   |
| Кени   | Татјана Станковић |
| Реј    | Татјана Станковић |
| Кај    | Горан Пековић     |
| Макс   | Небојша Буровић   |
| Дизи   | Татјана Станковић |

### Играни филм
Маја 2015. године, у часопису Deadline Hollywood, објављено је да студио Парамоунт планира да адаптира серијал у играни филм. За продуцента је 2022. године доведен Џери Брукхајмер.

## Спољашњи извори
- Бејблејд на енциклопедији сајта